# 12th Cruiser Squadron
La 12ª Squadra Incrociatori, in inglese 12th Cruiser Squadron, anche conosciuta come Cruiser Force G,  fu una formazione di incrociatori della Royal Navy britannica dal 1914 al 1915 e poi nuovamente dal 1939 al 1943.

## Storia

### Prima formazione
La squadra fu inizialmente formata il 1 agosto 1914 ed assegnata alla Channel Fleet come Cruiser Force G per pattugliare la Manica occidentale, fino al febbraio 1915. La squadra fu allora riassegnata alla Grand Fleet, dove rimase fino alla dissoluzione, avvenuta nello stesso mese.
|                                                   | Grado           | Nome              | Periodo                          |
| ------------------------------------------------- | --------------- | ----------------- | -------------------------------- |
| Retroammiraglio comandante, 12th Cruiser Squadron |                 |                   |                                  |
| 1                                                 | Retroammiraglio | Rosslyn E. Wemyss | 1 agosto 1914 – 15 febbraio 1915 |

### Seconda e terza formazione
La squadra fu nuovamente formata nell'agosto 1939, inizialmente come parte della Northern Patrol della Home Fleet, con base a Scapa Flow, ma nell'ottobre 1939 fu redesignata 11th Cruiser Squadron. Nel luglio 1942 il 12th Squadron fu riformato come squadra della Mediterranean Fleet. Tra il 29 gennaio 1943 e il 2 luglio 1943 fu riassegnato alla Forza H, così come tra il 1 ottobre ed il dicembre dello stesso anno.
|                                                        | Grado           | Nome                    | Periodo                            |
| ------------------------------------------------------ | --------------- | ----------------------- | ---------------------------------- |
| Retro/viceammiraglio comandante, 12th Cruiser Squadron |                 |                         |                                    |
| 1                                                      | Viceammiraglio  | Sir Max K. Horton       | Agosto - 9 settembre 1939          |
| 2                                                      | Retroammiraglio | W. Frederic Wake-Walker | 9 settembre 1939 – 28 ottobre 1939 |
| squadra sciolta                                        |                 |                         |                                    |
| 3                                                      | Retroammiraglio | Cecil H. J. Harcourt    | Luglio 1942 – dicembre 1943        |